# Prisme de Sénarmont

Principe de fonctionnement d'un prisme de Sénarmont.

Le prisme de Sénarmont est un type de polariseur. Il est fabriqué à partir de deux prismes d'un matériau biréfringent tel que la calcite, généralement cimentés ensemble. Le prisme de Sénarmont porte le nom d'Henri Hureau de Sénarmont. Il est similaire aux prismes de Rochon et de Wollaston.
Dans le prisme de Sénarmont, le rayon polarisé s (c’est-à-dire le rayon dont la direction de polarisation est perpendiculaire au plan dans lequel tous les rayons sont contenus, appelé plan d'incidence) passe à travers sans être dévié, tandis que le rayon polarisé p (dont la direction de polarisation est dans le plan d’incidence) est dévié (réfracté) à l’interface interne dans une direction différente. Les deux rayons correspondent à des rayons ordinaires (rayons o) dans le prisme de la première composante, car les deux directions de polarisation sont perpendiculaires à l’axe optique, qui est la direction de propagation. Dans le prisme de la deuxième composante, le rayon polarisé s reste ordinaire (rayon o, polarisé perpendiculairement à l’axe optique), tandis que le rayon polarisé p devient extraordinaire (rayon e), avec une composante polarisée le long de l’axe optique. En conséquence, le rayon polarisé s n’est pas dévié puisque l'indice de réfraction effectif ne change pas à travers l’interface. L’onde polarisée p, quant à elle, est réfractée parce que l'indice de réfraction effectif change lorsqu'on passe d’un rayon o à un rayon e.
Le prisme de Sénarmont est similaire dans sa construction et son fonctionnement au prisme de Rochon, car dans les deux polariseurs, le rayon qui n’est pas dévié est le rayon o après l’interface interne, tandis que le rayon dévié est le rayon e. Cependant, dans le prisme de Rochon, c’est le rayon polarisé p qui reste un rayon o de part et d’autre de l’interface, et n’est donc pas dévié, tandis que le rayon polarisé s passe d’un rayon o à un rayon e et est donc dévié.